# 이브라힘 제일란
이브라힘 제일란 가슈(암하라어: ዕብራህም ጅእላን ጋሹ, 1989년 6월 12일 ~)는 에티오피아의 장거리 달리기 선수이다.

## 생애 및 선수 경력
에티오피아 발레 지방에서 태어난 이브라힘은 하일레 게브르셀라시에가 2000년 시드니 올림픽에서 폴 터갓을 꺾고 금메달을 획득한것을 본후 전문적인 실행의 아이디어에 매료되었다. 그는 16세때 자신의 나라를 위해 국제 대회에 참가하기 시작했고 2005년 세계 주니어 육상 선수권 대회 3000m 경기에서 은메달을 획득했다. 그럼에도 불구하고, 2007 시즌은 제일란에 대한 좌절이 연달아 표시되었다. 그는 나중에 "열과 공기의 무거움이 나를 질식" 이라고 말하고, 몸바사에서 열린 2007 세계 육상 크로스 컨트리 선수권 대회에서 주니어 레이스 결승에 진출하지 못했다. 그는 또한 에티오피아 선수권 대회때 예선에서 탈락했고, 트랙 부문에서 자신의 국가 타이틀을 놓쳤다. 그는 2011년 대구 세계 육상 선수권 대회 10000m 경기에서 27:09.02분으로 금메달을 획득했다. 제일란은 2013년 세계 육상 선수권 대회에서 복귀했고 패러의 뒤를 이어 은메달을 획득했다.